# Liste der Kulturdenkmäler in Kottweiler-Schwanden
In der Liste der Kulturdenkmäler in Kottweiler-Schwanden sind alle Kulturdenkmäler der rheinland-pfälzischen Ortsgemeinde Kottweiler-Schwanden aufgeführt. Grundlage ist die Denkmalliste des Landes Rheinland-Pfalz (Stand: 21. Juli 2023).

## Einzeldenkmäler
| Bezeichnung                      | Lage                                            | Baujahr                            | Beschreibung | Bild            |
| -------------------------------- | ----------------------------------------------- | ---------------------------------- | --- | --------------- |
| Grabmal                          | Kottweiler, Kastanienweg, auf dem Friedhof Lage | 1920er Jahre                       | Grabmal Kneller, Schauwand mit großer Engelsfigur (Jugendstil) von Oskar Kneller († 1916)                                                                   | Fotos hochladen |
| Katholische Kirche St. Elisabeth | Kottweiler, Kirchenweg 2 Lage                   | 1927/28                            | zweischiffiger Bau, barockisierender Heimatstil, 1927/28, Architekt Hans Seeberger, Kaiserslautern; einheitliche Baugruppe mit Pfarrhaus, Walmdachbau, 1928 | Fotos hochladen |
| Mittlere Kottweiler Mühle        | Kottweiler, Steinwendener Straße 30 Lage        | 1897                               | auch Walzenmühle Munzinger; spätklassizistischer Bau, bezeichnet 1897; viereinhalbgeschossiges Mühlengebäude nach 1930                                      | Fotos hochladen |
| Untere Kottweiler Mühle          | Kottweiler, Steinwendener Straße 32/33 Lage     | zweite Hälfte des 19. Jahrhunderts | spätklassizistische Baugruppe, zweite Hälfte des 19. Jahrhunderts                                                                                           | Fotos hochladen |
| Altenhof                         | Kottweiler, Triftstraße 3 Lage                  | 1846                               | eingeschossige spätklassizistische Einfirstanlage, bezeichnet 1846                                                                                          | Fotos hochladen |
| Gemeindeglockenturm              | Kottweiler, Turmstraße 1 Lage                   | 1894                               | gotisierender Sandsteinquaderbau, bezeichnet 1894 | Fotos hochladen |
| Wasserbehälter                   | Kottweiler, Turmstraße, bei Nr. 37 Lage         | um 1900                            | spätgründerzeitlicher Sandsteinquaderbau, um 1900 | Fotos hochladen |
| Wegekreuz                        | Schwanden, Friedhofstraße Lage                  | 1861                               | Fünfwundenkreuz, bezeichnet 1861 | BW              |
| Kindergarten                     | Schwanden, Reichenbacher Straße 66 Lage         | um 1870/80                         | ehemalige Schule; stattlicher spätklassizistischer Walmdachbau, um 1870/80                                                                                  | BW              |